# El Chuchis
El Chuchis är en ort i Mexiko.   Den ligger i kommunen Bochil och delstaten Chiapas, i den sydöstra delen av landet, 700 km öster om huvudstaden Mexico City. El Chuchis ligger 1 183 meter över havet och antalet invånare är 102.
Terrängen runt El Chuchis är huvudsakligen kuperad, men österut är den bergig. El Chuchis ligger nere i en dal. Runt El Chuchis är det ganska tätbefolkat, med 116 invånare per kvadratkilometer. Närmaste större samhälle är Bochil, 1,3 km norr om El Chuchis. I omgivningarna runt El Chuchis växer huvudsakligen savannskog.